# Élections infranationales russes de 2022
Les élections infranationales russes de 2022 ont lieu simultanément le 11 septembre 2022 dans plusieurs sujets de la fédération de Russie. Sont ainsi renouvelés les gouverneurs de 15 sujets (14 au scrutin direct et 1 au scrutin indirect) ainsi que les assemblées de 6 sujets, certains cumulant les deux types de scrutin. 
Les élections se tiennent dans le contexte de l'Invasion de l'Ukraine par la Russie, appelée « opération militaire spéciale » dans le pays.
Tous les scrutins sont largement remportés par le parti Russie Unie du président Vladimir Poutine, dans ce qui est perçu comme un glissement supplémentaire vers un système à parti unique. La totalité des partis d'opposition sont placés « dans le système » et soutiennent le pouvoir, plusieurs étant même considérés comme des partis fantoches, dirigés en sous-main par le Kremlin,,. Les quelques élus osant une critique du système font l'objet de répression, notamment dans la capitale Moscou, dont les membres de l'opposition élus en 2017 ont depuis tous été emprisonnés, privés de leurs droits civiques ou contraints à l'exil. En 2022, la Commission Électorale Centrale procède en amont à un filtrage très strict des candidatures d'opposition. Sa présidente, Ella Pamfilova, déclare après les élections que celles-ci ont été « calmes et ennuyeuses », tandis que les autorités, dont le Conseil présidentiel russe pour les droits humains et la société civile dirigé par Valery Fadeyev, affirment que peu de cas de fraude électorale ont été détectés.
Selon Konstantin Kalachev, chef du groupe d'experts politiques pour Izvestia, la victoire de Russie unie résulterait d'un manque de demande pour la politique contestataire. Le soutien de la population envers le président Poutine et les autorités se serait par ailleurs trouvé renforcé par l'invasion de l'Ukraine.

## Synthèse

Élections de 2022 dans les sujets de Russie :
Gouvernorales
Gouvernorales et législatives
Législatives

### Gouvernorales
| Élections gouvernorales infranationales russes de 2022 | Élections gouvernorales infranationales russes de 2022 | Élections gouvernorales infranationales russes de 2022 | Élections gouvernorales infranationales russes de 2022 | Élections gouvernorales infranationales russes de 2022                                                      | Élections gouvernorales infranationales russes de 2022 | Élections gouvernorales infranationales russes de 2022 | Élections gouvernorales infranationales russes de 2022 | Élections gouvernorales infranationales russes de 2022 | Élections gouvernorales infranationales russes de 2022 | Élections gouvernorales infranationales russes de 2022 | Élections gouvernorales infranationales russes de 2022 | Élections gouvernorales infranationales russes de 2022 |
| Sujet                                                  | Type                                                   | Article                                                | Gouverneur sortant                                     | Gouverneur sortant                                                                                          | Gouverneur par intérim                                 | Gouverneur par intérim                                 | Parti                                                  |                                                        | Gouverneur élu                                         | Gouverneur élu                                         | Parti                                                  | Parti                                                  |
| Scrutin direct                                         | Scrutin direct                                         | Scrutin direct                                         | Scrutin direct                                         | Scrutin direct                                                                                              | Scrutin direct                                         | Scrutin direct                                         | Scrutin direct                                         | Scrutin direct                                         | Scrutin direct                                         | Scrutin direct                                         | Scrutin direct                                         | Scrutin direct                                         |
| ------------------------------------------------------ | ------------------------------------------------------ | ------------------------------------------------------ | ------------------------------------------------------ | --- | ------------------------------------------------------ | ------------------------------------------------------ | ------------------------------------------------------ | ------------------------------------------------------ | ------------------------------------------------------ | ------------------------------------------------------ | ------------------------------------------------------ | ------------------------------------------------------ |
| Bouriatie                                              | République                                             | 11 septembre                                           |                                                        | Alexeï Tsydenov 7 février 2017 — 22 septembre 2022                                                          |                                                        |                                                        | Russie unie                                            | Russie unie                                            |                                                        | Alexeï Tsydenov                                        | Russie unie                                            | Russie unie                                            |
| Carélie                                                | République                                             | 11 septembre                                           |                                                        | Arthour Parfentchikov 15 février 2017 — 25 septembre 2022                                                   |                                                        |                                                        | Russie unie                                            | Russie unie                                            |                                                        | Arthour Parfentchikov                                  | Russie unie                                            | Russie unie                                            |
| Maris                                                  | République                                             | 11 septembre                                           |                                                        | Aleksandr Ievstifeïev 6 avril 2017 — 10 mai 2022 (démission anticipée, mandat jusqu'en septembre 2022)      |                                                        | Iouri Zaïtsev (depuis le 10 mai 2022)                  | Indépendant                                            | Russie unie                                            |                                                        | Iouri Zaïtsev                                          | Russie unie                                            | Russie unie                                            |
| Oudmourtie                                             | République                                             | 11 septembre                                           |                                                        | Aleksandr Bretchalov 4 avril 2017 — 18 septembre 2022                                                       |                                                        |                                                        | Russie unie                                            | Russie unie                                            |                                                        | Aleksandr Bretchalov                                   | Russie unie                                            | Russie unie                                            |
| Iaroslavl                                              | Oblast                                                 | 11 septembre                                           |                                                        | Dmitri Mironov 28 juillet 2016 - 12 octobre 2021 (démission anticipée, mandat jusqu'en septembre 2022)      |                                                        | Mikhaïl Ievraïev (depuis le 12 octobre 2021)           | Russie unie                                            | Indépendant                                            |                                                        | Mikhaïl Ievraïev                                       | Russie unie                                            | Russie unie                                            |
| Kaliningrad                                            | Oblast                                                 | 11 septembre                                           |                                                        | Anton Alikhanov 6 octobre 2016 — 29 septembre 2022                                                          |                                                        |                                                        | Russie unie                                            | Russie unie                                            |                                                        | Anton Alikhanov                                        | Russie unie                                            | Russie unie                                            |
| Kirov                                                  | Oblast                                                 | 11 septembre                                           |                                                        | Igor Vassiliev 28 juillet 2016 - 10 mai 2022 (démission anticipée, mandat jusqu'enen septembre 2022)        |                                                        | Aleksandr Sokolov (depuis le 10 mai 2022)              | Russie unie                                            | Russie unie                                            |                                                        | Aleksandr Sokolov                                      | Russie unie                                            | Russie unie                                            |
| Novgorod                                               | Oblast                                                 | 11 septembre                                           |                                                        | Andreï Nikitine 13 février 2017 — 14 octobre 2022                                                           |                                                        |                                                        | Russie unie                                            | Russie unie                                            |                                                        | Andreï Nikitine                                        | Russie unie                                            | Russie unie                                            |
| Riazan                                                 | Oblast                                                 | 11 septembre                                           |                                                        | Nikolaï Lioubimov 14 février 2017 - 10 mai 2022 (démission anticipée, mandat jusqu'en septembre 2022)       |                                                        | Pavel Malkov (depuis le 10 mai 2022)                   | Russie unie                                            | Russie unie                                            |                                                        | Pavel Malkov                                           | Russie unie                                            | Russie unie                                            |
| Saratov                                                | Oblast                                                 | 11 septembre                                           |                                                        | Valeri Saratev 5 avril 2012 - 10 mai 2022 (démission anticipée, mandat jusqu'en septembre 2022)             |                                                        | Roman Bousarguine (depuis le 10 mai 2022)              | Russie unie                                            | Russie unie                                            |                                                        | Roman Bousarguine                                      | Russie unie                                            | Russie unie                                            |
| Sverdlovsk                                             | Oblast                                                 | 11 septembre                                           |                                                        | Evgueni Kouïvachev 14 mai 2012 - 18 septembre 2022                                                          |                                                        |                                                        | Russie unie                                            | Russie unie                                            |                                                        | Evgueni Kouïvachev                                     | Russie unie                                            | Russie unie                                            |
| Tambov                                                 | Oblast                                                 | 11 septembre                                           |                                                        | Aleksandr Nikitine 22 septembre 2015 - 4 octobre 2021 (démission anticipée, mandat jusqu'en septembre 2025) |                                                        | Maxim Egorov (depuis le 4 octobre 2021)                | Russie unie                                            | Russie unie                                            |                                                        | Maxim Egorov                                           | Russie unie                                            | Russie unie                                            |
| Tomsk                                                  | Oblast                                                 | 11 septembre                                           |                                                        | Sergueï Jvatchkine 17 mars 2012 - 10 mai 2022 (démission anticipée, mandat jusqu'en septembre 2022)         |                                                        | Vladimir Mazour (depuis le 10 mai 2022)                | Russie unie                                            | Russie unie                                            |                                                        | Vladimir Mazour                                        | Russie unie                                            | Russie unie                                            |
| Vladimir                                               | Oblast                                                 | 11 septembre                                           |                                                        | Vladimir Sipiagine 8 octobre 2018 - 4 octobre 2021 (démission anticipée, mandat jusqu'en septembre 2023)    |                                                        | Aleksandr Adveïev (depuis le 4 octobre 2021)           | LDPR                                                   | Russie unie                                            |                                                        | Aleksandr Adveïev                                      | Russie unie                                            | Russie unie                                            |
| Scrutin indirect                                       |                                                        |                                                        |                                                        | |                                                        |                                                        |                                                        |                                                        |                                                        |                                                        |                                                        |                                                        |
| Adyguée                                                | République                                             | 11 septembre                                           |                                                        | Mourat Koumpilov 12 janvier 2017 — 10 septembre 2022                                                        |                                                        |                                                        | Russie unie                                            | Russie unie                                            |                                                        | Mourat Koumpilov                                       | Russie unie                                            | Russie unie                                            |

### Législatives infranationales
| Élections législatives infranationales russes de 2022 | Élections législatives infranationales russes de 2022 | Élections législatives infranationales russes de 2022 | Élections législatives infranationales russes de 2022 | Élections législatives infranationales russes de 2022 | Élections législatives infranationales russes de 2022 | Élections législatives infranationales russes de 2022 |
| Sujet                                                 | Type                                                  | Article                                               | Sièges                                                | Système électoral                                     | Mandat                                                | Résultats                                             |
| ----------------------------------------------------- | ----------------------------------------------------- | ----------------------------------------------------- | ----------------------------------------------------- | ----------------------------------------------------- | ----------------------------------------------------- | ----------------------------------------------------- |
| Ossétie-du-Nord-Alanie                                | République                                            | 11 septembre                                          | 70                                                    | Proportionnel                                         | 5 ans                                                 |                                                       |
| Oudmourtie                                            | République                                            | 11 septembre                                          | 60                                                    | Mixte : 20 proportionnels 40 majoritaires             | 5 ans                                                 |                                                       |
| Krasnodar                                             | Kraï                                                  | 11 septembre                                          | 70                                                    | Mixte : 25 proportionnels 45 majoritaires             | 5 ans                                                 |                                                       |
| Penza                                                 | Oblast                                                | 11 septembre                                          | 36                                                    | Mixte : 18 proportionnels 18 majoritaires             | 5 ans                                                 |                                                       |
| Saratov                                               | Oblast                                                | 11 septembre                                          | 40                                                    | Mixte : 10 proportionnels 30 majoritaires             | 5 ans                                                 |                                                       |
| Sakhaline                                             | Oblast                                                | 11 septembre                                          | 28                                                    | Mixte : 10 proportionnels 18 majoritaires             | 5 ans                                                 |                                                       |

## Municipales

### Maïorales
| Ville               | Sujet             | Titulaire | Titulaire            | Statut       | Élection précédente | Résultats |
| ------------------- | ----------------- | --------- | -------------------- | ------------ | ------------------- | --- |
| Abaza               | Khakassie         |           | Valentina Filimonova | Élue en 2017 |                     | Valentina Filimonova (Russie unie) 92,13 % Natalia Tchernova (Indépendant) 3,42% Roman Kadoutski (LDPR) 3,19 %                                      |
| Saïanogorsk         | Khakassie         |           | Igor Danilov         | par intérim  |                     | Ievgueni Molodniakov (Russie unie) 68,06 % Andreï Chachev (LDPR) 9,50%                                                                              |
| Oussolie-Sibirskoïe | Oblast d'Irkoutsk |           | Maksim Toropkine     | Élu en 2017  |                     | Maksim Toropkine (Russie unie) 87,03 % Sergueï Pavlovski (KPRF) 6,99% Alekseï Chtcherbakov (Indépendant) 1,82 % Dmitri Semenov (Indépendant) 0,85 % |